# Liste der Parlamentsabgeordneten von Gibraltar (13. Wahlperiode)
Diese Liste gibt einen Überblick über die Mitglieder des Parlaments von Gibraltar in der 13. Wahlperiode von 2015 bis 2019.
Die 17 Mitglieder des Parlaments von Gibraltar, nach der letzten Wahl sind (alphabetisch geordnet):
| Mitglied des Parlaments | Mitglied des Parlaments            | Partei | Bemerkungen                                                                                          |
| ----------------------- | ---------------------------------- | ------ | --- |
|                         | Balban, Paul John                  | GSLP   | |
|                         | Bossano, Joseph John               | GSLP   | Ehemaliger Chief Minister von Gibraltar (1988–1996) und ehemaliger Parteiführer der GSLP (1978–2011) |
|                         | Clinton, Roy Mark                  | GSD    | Interims-Parteiführer der GSD seit 6. Juli 2017                                                      |
|                         | Cortes, John Emmanuel              | GSLP   | |
|                         | Costa, Neil Francis                | LPG    | |
|                         | Feetham, Daniel Anthony            | GSD    | Ehemaliger Parteiführer der GSD (2013–17)                                                            |
|                         | Garcia, Joseph John                | LPG    | Parteiführer der LPG (seit 1992) und derzeitiger Deputy Chief Minister von Gibraltar (seit 2011)     |
|                         | Hammond, Trevor Nicholas           | GSD    | |
|                         | Hassan Nahon, Marlene Dinah Esther | TG     | Tochter des ehemaligen Chief Minister von Gibraltar (1964–1969; 1972–1987), Sir Joshua Hassan        |
|                         | Isola, Albert                      | GSLP   | |
|                         | Licudi, Gilbert Horace             | GSLP   | |
|                         | Linares, Steven Ernest             | LPG    | |
|                         | Llamas, Lawrence Francis           | GSD    | ist am 6. Juli 2017 aus der GSD ausgetreten, kehrte aber am 18. Mai 2018 zurück                      |
|                         | Phillips, Elliott John             | GSD    | |
|                         | Picardo, Fabian Raymond            | GSLP   | Parteiführer der GSLP und derzeitiger Chief Minister von Gibraltar (seit 2011)                       |
|                         | Reyes, Edwin Joseph                | GSD    | |
|                         | Sacramento, Samantha Jane          | GSLP   | |